# フォックス＝ノース連立内閣

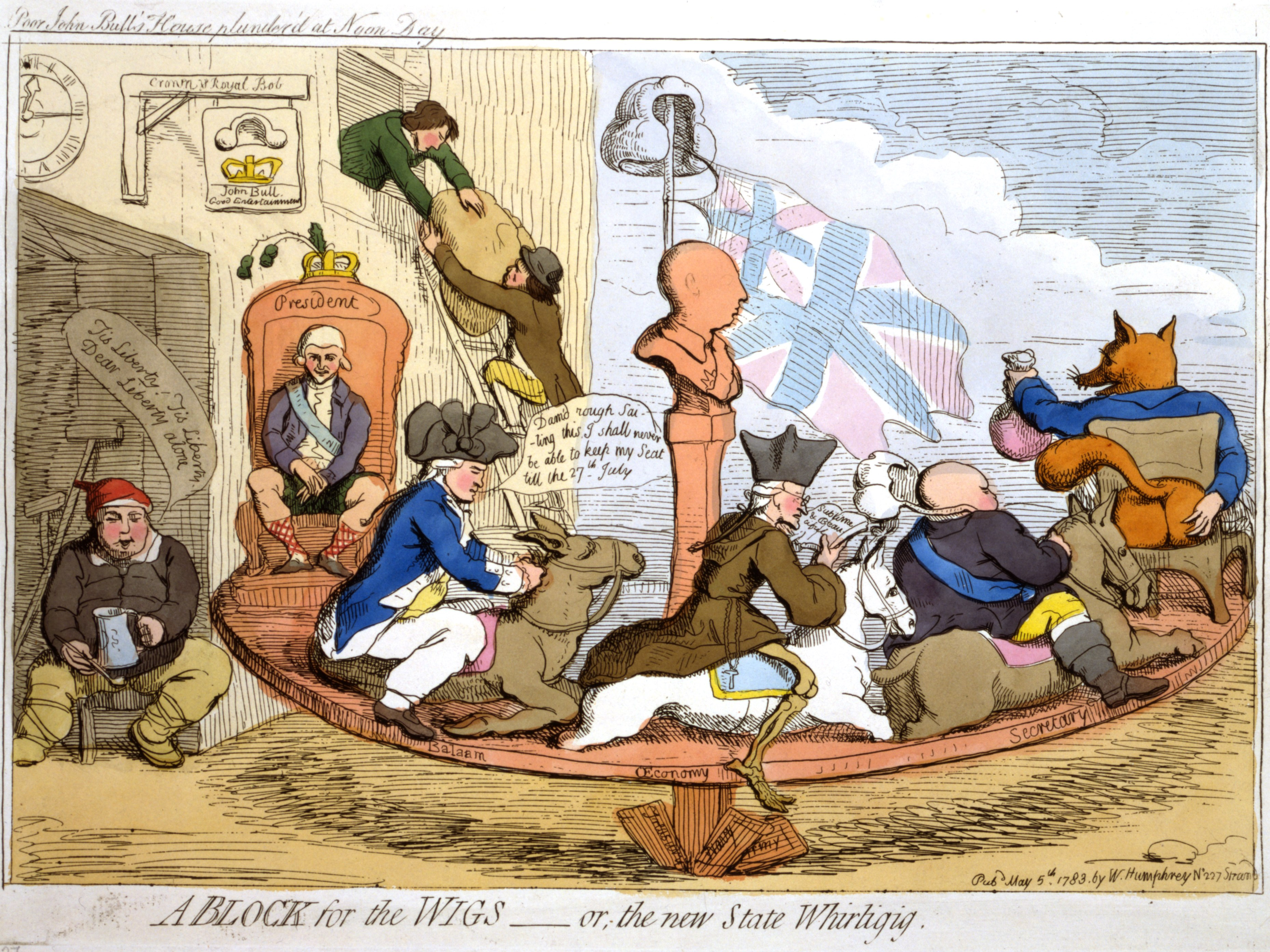
ジェームズ・ギルレイによる『ホイッグ党のための断頭台』（A Block for the Wigs、1783年）。右から順にフォックス、ノース、エドマンド・バーク、ケッペル子爵、ストーモント子爵。中央の胸像はジョージ3世。

フォックス＝ノース連立内閣（フォックス＝ノースれんりつないかく、英語: Fox–North coalition）は、1783年に成立したグレートブリテン王国の内閣。名前が示す通り、チャールズ・ジェームズ・フォックスとノース卿を支持する党派が連立して成立した内閣である。公式の首相は1783年4月2日に就任したポートランド公爵である。
フォックスはホイッグ党出身でノースは名目上ではトーリー党に属したが、2人ともシェルバーン伯爵内閣に入閣せず野党になっていたため、庶民院で手を組んで倒閣した。
国王ジョージ3世はフォックス＝ノース連立内閣、特にフォックスをひどく嫌い、小ピットに組閣の大命を数度与えたが、その時点では組閣できなかったため、ジョージ3世はフォックスとノースの組閣を阻止できず、パトロネージュを拒否するぐらいしかできなかった。
内閣は1783年9月3日にパリ条約を締結して、アメリカ独立戦争を正式に終結させた。さらに小ピットが野党の一員として、汚職と腐敗選挙区を対処するための選挙法改革案を提出した。この改革案は議会で却下されたが、閣内分裂を引き起こすこととなった。
同時期にはイギリス東インド会社が財政問題を抱えており、フォックスは解決策として国有化を主張した。国有化を果たすことで、政府は支持を維持するために任命できる官職が増えることとなる。東インド法案は庶民院を通過したが、ジョージ3世は大反対のままであり、貴族院に対し賛成票を投じた貴族を敵とみなすと通告した。そして、法案が1783年12月17日に否決されると、ジョージ3世は即座に内閣を罷免、小ピットによる第1次ピット内閣が成立することとなった。
フォックスとノースは罷免された後でも庶民院で闘争を続け、小ピットの法案を否決することで辞任を迫ろうとしたが、小ピットは辞任を拒否した。世論は請願、バラ法人の議決、ロンドン大衆の行動をみるに、小ピットを支持しており、1784年3月の総選挙では与党が大勝した。

## 内閣
太字は閣僚、それ以外は閣外大臣。
| 役職                      | 肖像 | 名前                               | 就任日         |
| ------------------------- | ---- | ---------------------------------- | -------------- |
| 第一大蔵卿 貴族院院内総務 |      | ポートランド公爵                   | 1783年4月2日   |
| 内務大臣 庶民院院内総務   |      | ノース卿                           | 1783年4月2日   |
| 外務大臣 庶民院院内総務   |      | チャールズ・ジェームズ・フォックス | 1783年4月2日   |
| 枢密院議長                |      | ストーモント子爵                   | 1783年4月2日   |
| 大法官                    |      | 委員会制                           | 1783年4月9日   |
| 王璽尚書                  |      | カーライル伯爵                     | 1783年4月2日   |
| 海軍卿                    |      | ケッペル子爵                       | 1783年4月8日   |
| 財務大臣                  |      | ジョン・キャヴェンディッシュ卿     | 1783年4月5日   |
| 軍需総監                  |      | タウンゼンド子爵                   | 1783年4月28日  |
| 第一商務卿                |      | グランサム男爵                     | 前内閣より続投 |
| ランカスター公領大臣      |      | アシュバートン男爵                 | 前内閣より続投 |
| ランカスター公領大臣      |      | ダービー伯爵                       | 1783年4月29日  |
| 海軍財務長官              |      | チャールズ・タウンゼンド           | 1783年4月11日  |
| 戦時大臣                  |      | リチャード・フィッツパトリック     | 1783年4月11日  |
| 軍事支払総監              |      | エドマンド・バーク                 | 1783年4月8日   |
| アイルランド総督          |      | ノーティントン伯爵                 | 1783年         |